# Zusja z Annopole
Zusja z Annopole (1718 Tarnów –1800 Annopol) byl chasidský rabín. Patřil do okruhu žáků Dova Bera z Meziřiče. Pocházel z druhé generace chasidů, byl bratrem rabína Elimelecha z Liženska.

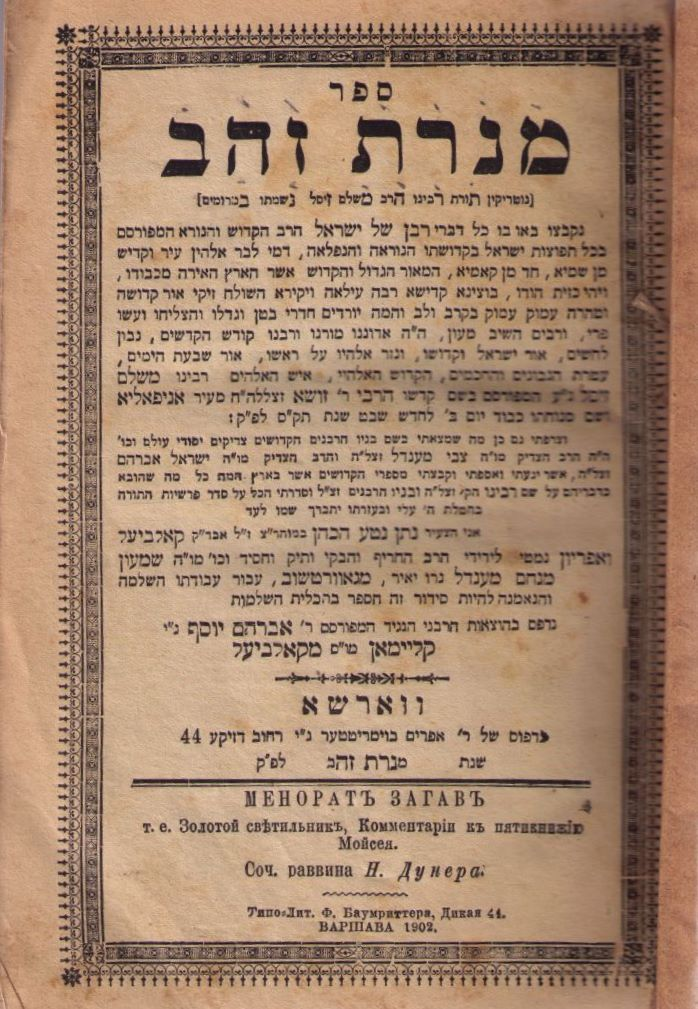
Menorat zahav

Rabín Zusja není přímým autorem žádného spisu, jeho úvahy a komentáře jsou součástí různých prací jeho žáků. Později byly shrnuty v publikaci Menorat Zahav, vydané roku 1902 ve Varšavě.
| „                  | Ve světě, který přijde, se mě nezeptají: Proč jsi nebyl Mojžíšem? Zeptají se: Proč jsi nebyl Zusjou? | “ |
| — Zusja z Annopole | |   |